# Tarachidia nannodes
Tarachidia nannodes là một loài bướm đêm trong họ Noctuidae.